# (72037) Castelldefels
(72037) Castelldefels est un astéroïde de la ceinture principale.

## Description
(72037) Castelldefels est un astéroïde de la ceinture principale. Il fut découvert le 10 décembre 2000 à Begues par José Manteca. Il présente une orbite caractérisée par un demi-grand axe de 2,20 UA, une excentricité de 0,19 et une inclinaison de 4,4° par rapport à l'écliptique.

## Compléments